# 퀸투스 루타티우스 카툴루스
퀸투스 루타티우스 카툴루스 카이사르(Quintus Lutatius Catulus Caesar)는 로마 공화정의 군인이자 가이우스 마리우스와 함께 기원전 102년의 집정관을 지냈다.
기원전 102년 그는 집정관으로서 킴부리족과 테우토네스족의 침입에 맞서 원정을 떠났으나 변변한 전투도 하지 못하고 기병대가 공포에 질려 도주하는 바람에 포강이남까지 후퇴했다. 그러나 이듬해 공동집정관 마리우스와 합세하여 베르첼리 평원에서 킴부리 족을 패퇴시켰다. 그러나 킴부리족을 물리친 공이 마리우스에게로 집중되자 마리우스의 정적이 되었고 이어 벌어진 마리우스-술라 내전 기간 동안 술라의 편을 들었다.
기원전 87년 술라가 그리스로 원정을 떠나고 마리우스가 다시 복귀하여 대대적인 술라파에 대한 숙청을 단행할 당시 카툴루스는 붙잡혀 감옥에 갇혀있다 죽었다.
그는 아름다운 라틴어를 구사하여 시와 산문에 능했고 그리스 문학에 정통했으며 대단한 재력가여서 로마에 아름다운 건물을 많이 짓기도했다.